# Tabanus miyajima
Tabanus miyajima är en tvåvingeart som beskrevs av Ricardo 1911. Tabanus miyajima ingår i släktet Tabanus och familjen bromsar. Inga underarter finns listade i Catalogue of Life.